# De poort van de oriënt
De poort van de oriënt is het tweede deel in de spionage stripreeks Max Fridman van de Italiaanse
tekenaar en schrijver Giardiono. Het stripalbum werd uitgebracht door uitgeverij Glenat in 1986 en verscheen in 2024 samen met het eerste deel Hongaarse rapsodie in een bundeling bij uitgeverij Saga. 

## Verhaal
De Poort van de Oriënt speelt zich af aan de vooravond van de tweede wereldoorlog De zomer van 1938 loopt op zijn einde als David Stern een tijdelijk onderkomen zoekt in Istanboel. Spionnen van Russische inlichtingendienst zijn op zoek naar hem. Stern beschikt over geheime militaire kennis die hij misschien aan een ander land zal verkopen. Een tweetal weken later arriveert ook Max Fridman in Istanboel. Op de bootreis heeft hij Magda Witnitz, die eveneens een hoofdrol speelt in dit album, leren kennen. Als Max van boord gaat wordt hij meteen gevangen genomen door Russische spionnen, maar bevrijd door zijn plaatselijke collega Guy. Het is hun opdracht om contact te nemen met Stern en hem naar Frankrijk te brengen. Max wordt echter voortdurend achterna gezeten door de Sovjet-agenten die niet altijd strikt de bevelen uit Moskou opvolgen. Het wordt een gevaarlijke race om als eerste David Stern te vinden.